# Xanthabris
Xanthabris là một chi bọ cánh cứng trong họ Meloidae.
Chi này được miêu tả khoa học năm 1956 bởi Kaszab.

## Các loài
Chi này gồm các loài:
- Xanthabris baluchistana Kaszab, 1956